# Végétalisation du désert
 (juillet 2024).
Le contenu est difficilement compréhensible vu les erreurs de traduction, qui sont peut-être dues à l'utilisation d'un logiciel de traduction automatique.

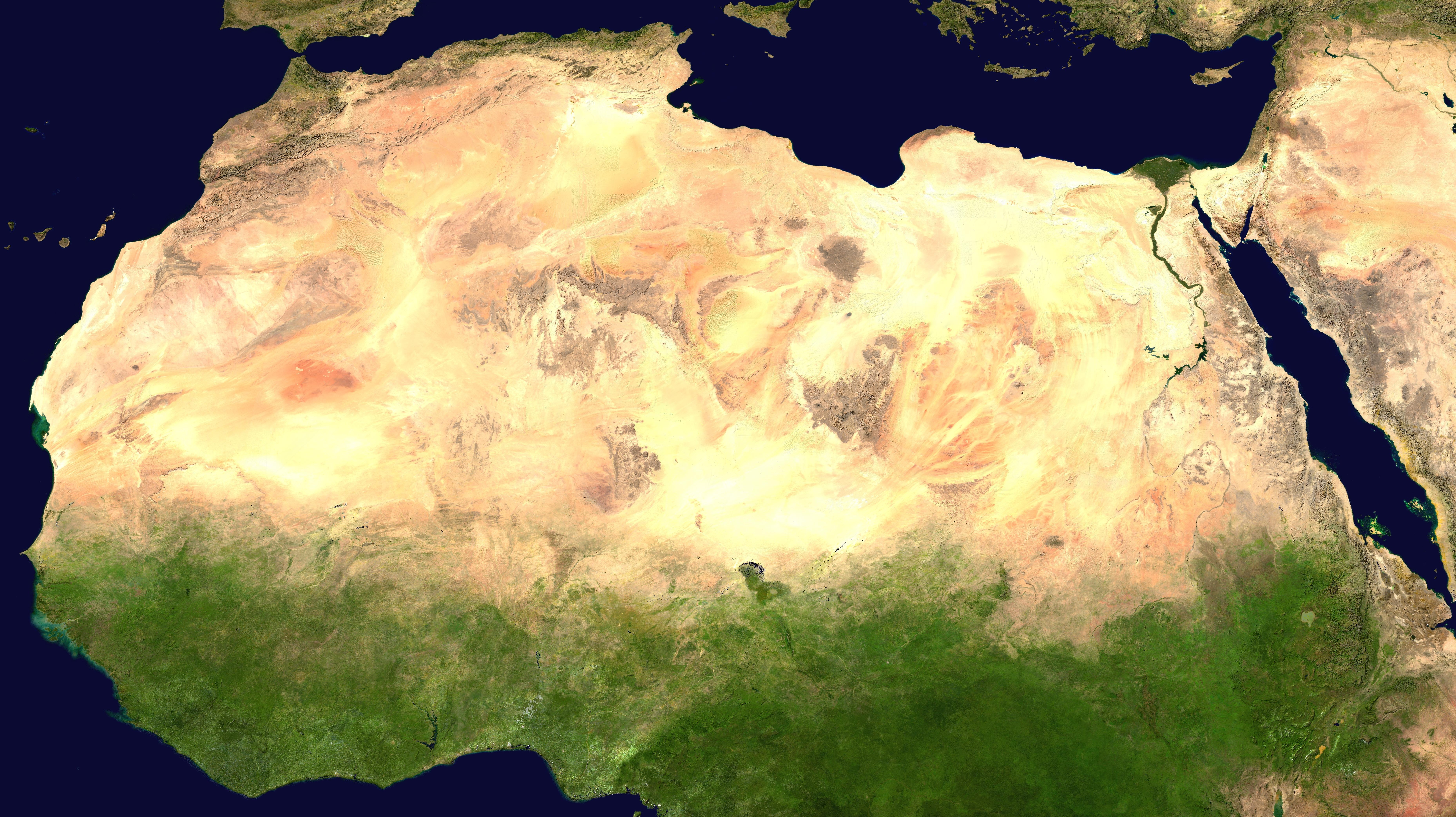
Image satellite du Sahara, le plus grand désert chaud du monde et le troisième plus grand désert après l'Antarctique et l'Arctique.

La végétalisation du désert est le processus d'afforestation des déserts, habituelle dans des buts de restauration écologique (biodiversité), agriculture durable et foresterie, mais aussi pour la réclamation de systèmes d'eau naturels et d'autres systèmes écologiques qui soutiennent la vie. Le terme « végétalisation de désert » vise à s'appliquer aux déserts arides et semi-arides froids et chauds (voir système de classification de Köppen). Il ne s'applique pas aux régions liées à la calotte glaciaire ou pergélisol. Il concerne environ 32 millions de kilomètres carrés de terre. Les déserts couvrent les sept continents de la Terre et représentent près d'un cinquième de la masse terrestre de la Terre, des zones qui ont récemment augmenté en taille. Comme certains des déserts s'agrandissent et les températures mondiales augmentent, les différentes méthodes de végétalisation de désert peuvent offrir une solution potentielle. Planter une flore adaptée dans les déserts présente une gamme d'avantages environnementaux, de la séquestration du carbone à la fourniture d'habitat pour la faune du désert indigène à la génération d'opportunités d'emploi à la création de zones habitables pour les communautés locales. La prévention de la désertification des terres est l'un des 17 objectifs de développement durable définis par les Nations unies, la végétalisation de désert est un processus qui vise non seulement à lutter contre la désertification, mais aussi à favoriser un environnement où les plantes peuvent créer un environnement durable pour toutes les formes de vie tout en préservant son intégrité.

## Histoire de la végétalisation moderne de désert

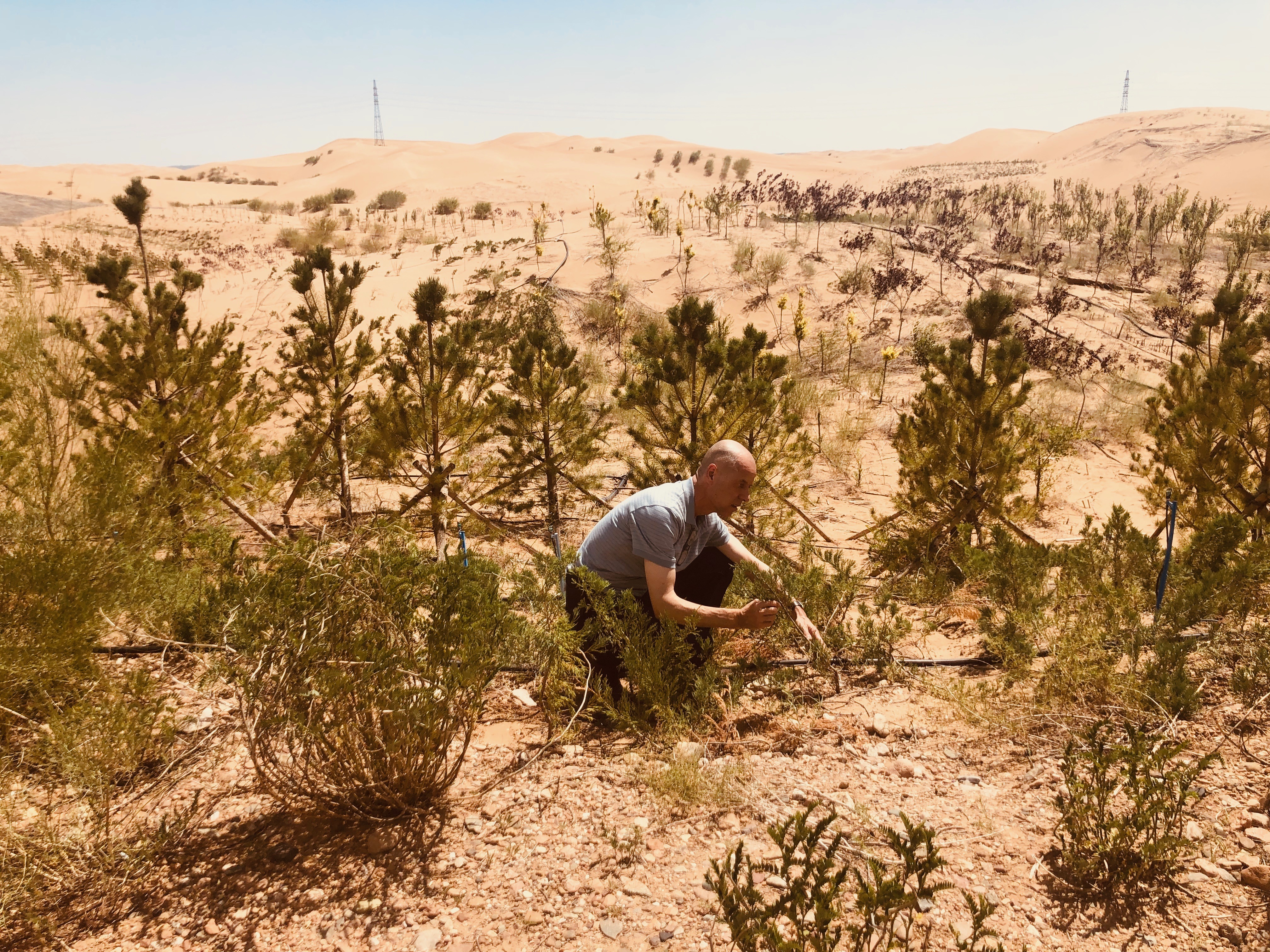
Végétalisation du désert de Kubuqi, Chine

La pratique récente de la végétalisation de désert peut être retracée à un professeur d'horticulture et agriculteur japonais, Seiei Toyama, qui a consacré 30 ans de sa vie à verdir le désert Kubuqi en Chine Il a écrit le texte Greening the Deserts: Techniques and Achievements of Two Japanese Agriculturists avec Masao Toyama, publié en 1995. Alors professeur à l'université de Tottori, Toyama a réussi à revitaliser les dunes de sable environnantes en fermes génératrices de revenus grâce à ses techniques d'irrigation et sa connaissance des espèces de plantes. Après sa retraite en 1972, il a poursuivi des projets agricoles en Chine, qui comprenaient la conservation des berges érodées du fleuve Jaune en plantant des vignes de Kudzu, l'introduction de techniques de culture du raisin dans la région autonome de Ningxia Hui et son projet le plus connu dans le développement du désert d'Engebei, une oasis dans le désert Kubuqi, en Mongolie-Intérieure.

## Techniques de végétalisation de désert
Lors de l'établissement ou de la réétablissement de la végétation dans les écosystèmes désertiques, il y a de nombreux facteurs à prendre en compte avant de mettre en œuvre une stratégie spécifique. Il est nécessaire de tenir compte de facteurs tels que la situation géographique de la zone, la quantité de précipitations annuelles, la température moyenne, la qualité du sol, la disponibilité des nutriments, la vie végétale et animale indigène, ainsi que l'impact humain lorsqu'on vise à restaurer un biome désertique dégradé ou perturbé.

### Plantation
Les stratégies de plantation dans le désert diffèrent des pratiques conventionnelles de plantation, surtout dans les étapes initiales. Les déserts sont des régions où les précipitations annuelles sont considérablement inférieures à l'évaporation, rendant difficile la survie des plantes et des animaux qui ne sont pas spécialisés pour ce biome. Une des manières d'assurer le succès de la vie végétale est que, avant d'être plantées dans le désert, les plantes sont souvent cultivées d'abord dans des serres, permettant le développement des systèmes racinaires. Souvent, les espèces de plantes plantées dans les régions désertiques sont celles capables de survivre avec peu d'eau et de résister aux rayons directs du soleil. Cependant, les déserts varient également, certains étant chauds et secs et d'autres semi-arides, et les plantes qui peuvent survivre dans un désert côtier pourraient ne pas être en mesure de supporter les températures considérablement plus élevées des déserts chauds et secs. Par conséquent, lors de la plantation dans les déserts dans le cadre d'un effort de restauration de l'écosystème ou de création d'un espace plus vert, il est important que la végétation plantée soit adaptée au désert où elle est plantée. 
L'utilisation d'espèces pionnières du désert comme Acamptopappus shockleyi ou Lepidium fremontii, qui sont indigènes du désert des Mojaves, et les halophytes tels que le Salicornia contribuent positivement aux efforts de végétalisation du désert. La plantation d'arbres qui stockent de l'eau, inhibent l'érosion du sol par le vent, élèvent l'eau des aquifères sous-jacents, réduisent l'évaporation après une pluie, attirent les animaux (et donc la fertilité par les excréments), et peuvent provoquer plus de pluie (par réduction de la température et autres effets), si la zone plantée est assez grande. Une autre méthode pour introduire ou réintroduire la végétation dans les déserts est le semis qui implique la dispersion des graines soit manuellement soit par voie aérienne, selon la taille de la région faisant l'objet des efforts de végétalisation. Utiliser le semis comme technique de végétalisation du désert à grande échelle nécessite un temps plus long pour que l'écosystème se rétablisse et pour que la végétation s'établisse, comme cela a été vu dans le Mu Us Desert. De plus, il existe des inconvénients potentiels en raison de la vulnérabilité environnementale et de la prédation par les animaux du désert, mettant en péril le succès de cette technique.

### Aménagement paysager et infrastructure verte
Avec la croissance de la population humaine dans les zones urbaines situées à proximité des déserts, l'écoscaping est devenu une stratégie importante lors de la conception et de la construction d'infrastructures. En utilisant le logiciel National Tree Benefit Calculator, il a été établi que si Acacia tortilis, Ziziphus spina-christi et Phoenix dactylifera étaient plantés dans une ville désertique comme Doha, cela apporterait une multitude d'avantages environnementaux ainsi que des gains économiques incluant la séquestration du carbone, la réduction de la pollution atmosphérique, la diminution de l'indice de chaleur urbaine, la prévention du ruissellement des eaux pluviales et l'augmentation de la valeur des propriétés. Avec l'augmentation des températures mondiales, les impacts environnementaux sont considérablement plus importants dans les régions sèches avec des niveaux de précipitations réduits qui sont vulnérables à la désertification. Certains effets bénéfiques pour la végétalisation du désert offerts par les arbres peuvent également être fournis par des bâtiments incorporant des éléments architecturaux qui leur permettent d'ombrager les murs exposés, réduisant ainsi l'absorption de chaleur par le bâtiment. Un autre exemple de bâtiment conçu pour offrir les effets bénéfiques de la végétation dans le désert est la Serre IBTS.

### Agriculture
L'agriculture dans le désert, également connue sous le nom d'agriculture désertique ou d'agriculture aride, désigne la pratique de la culture et de la croissance des cultures dans les régions arides ou désertiques où la rareté de l'eau et les conditions climatiques extrêmes posent des défis importants à l'agriculture traditionnelle. L'agriculture dans le désert implique l'utilisation de diverses techniques avec l'aide de la technologie pour surmonter les limitations agricoles imposées par un environnement aride. Parmi les approches courantes utilisées dans l'agriculture dans le désert figurent la gestion de l'eau, l'amélioration du sol, la sélection des cultures, l'ombre et les brise-vent, les serres et les environnements contrôlés. Globalement, l'agriculture dans le désert vise à maximiser l'utilisation efficace des ressources en eau tout en améliorant la qualité du sol, et à planter des cultures adaptées à l'environnement pour surmonter les défis des environnements arides. Cela permet aux agriculteurs de cultiver des cultures et de maintenir une production agricole dans des régions traditionnellement considérées comme inhospitalières pour l'agriculture.
La culture en serre, également connue sous le nom de culture en serre ou agriculture en environnement contrôlé, désigne la pratique de la culture des plantes dans une structure fermée appelée serre. C'est une méthode de production de cultures qui implique la création d'un environnement contrôlé pour optimiser la croissance des plantes et protéger les cultures contre des facteurs externes tels que les conditions météorologiques extrêmes, les nuisibles et les maladies. Dans une serre, divers facteurs environnementaux tels que la température, l'humidité, l'intensité lumineuse et les niveaux de dioxyde de carbone peuvent être surveillés et ajustés pour créer des conditions de croissance idéales pour les plantes. Ceci est réalisé en utilisant diverses technologies telles que les systèmes de chauffage et de refroidissement, la ventilation, les systèmes d'irrigation, l'éclairage artificiel et les mesures de lutte contre les nuisibles. Les serres sont généralement faites de matériaux transparents comme le verre ou le plastique, qui laissent entrer la lumière du soleil tout en piégeant la chaleur à l'intérieur. Cela aide à maintenir une température plus chaude par rapport à l'environnement extérieur, prolongeant la saison de croissance et permettant la culture de plantes qui ne sont pas naturellement adaptées au climat local.
Les serres d'eau de mer sont des systèmes innovants qui utilisent l'eau de mer pour cultiver des cultures dans des régions arides et pauvres en eau. Ces serres emploient une combinaison de techniques de refroidissement par évaporation, d'humidification et de dessalement pour créer un environnement contrôlé pour la croissance des plantes. Un exemple éminent d'une serre d'eau de mer est la Seawater Foundation. La Seawater Foundation est une organisation à but non lucratif qui vise à résoudre la rareté mondiale de la nourriture et de l'eau en utilisant des serres d'eau de mer. Leur système de serre utilise le refroidissement par évaporation pour créer une atmosphère humide pour les cultures tandis que l'eau de mer est utilisée pour l'humidification et le refroidissement. Un autre exemple notable est la IBTS (Integrated Biosphere Tectonics Systems) Greenhouse, développée par Seawater Greenhouse Ltd, la Serre IBTS utilise l'eau de mer pour refroidir et humidifier l'air à l'intérieur de la serre. Elle intègre des systèmes de dessalement solaire pour convertir l'eau de mer en eau douce, qui est ensuite utilisée pour irriguer les plantes. Le concept de serres d'eau de mer offre plusieurs avantages. Premièrement, cela permet la culture de cultures dans des régions arides avec une disponibilité limitée en eau douce, réduisant la pression sur les sources d'eau douce traditionnelles. Deuxièmement, l'environnement humide et plus frais créé à l'intérieur de ces serres favorise une croissance efficace des plantes, même dans des climats chauds. Enfin, le processus de refroidissement par évaporation peut potentiellement produire de l'eau douce comme sous-produit, contribuant à la durabilité de l'eau. En exploitant la puissance de l'eau de mer et des technologies de serre innovantes, ces initiatives contribuent à une agriculture durable et relèvent les défis posés par la rareté de l'eau et le changement climatique.

## Eau

### Gestion de l'eau

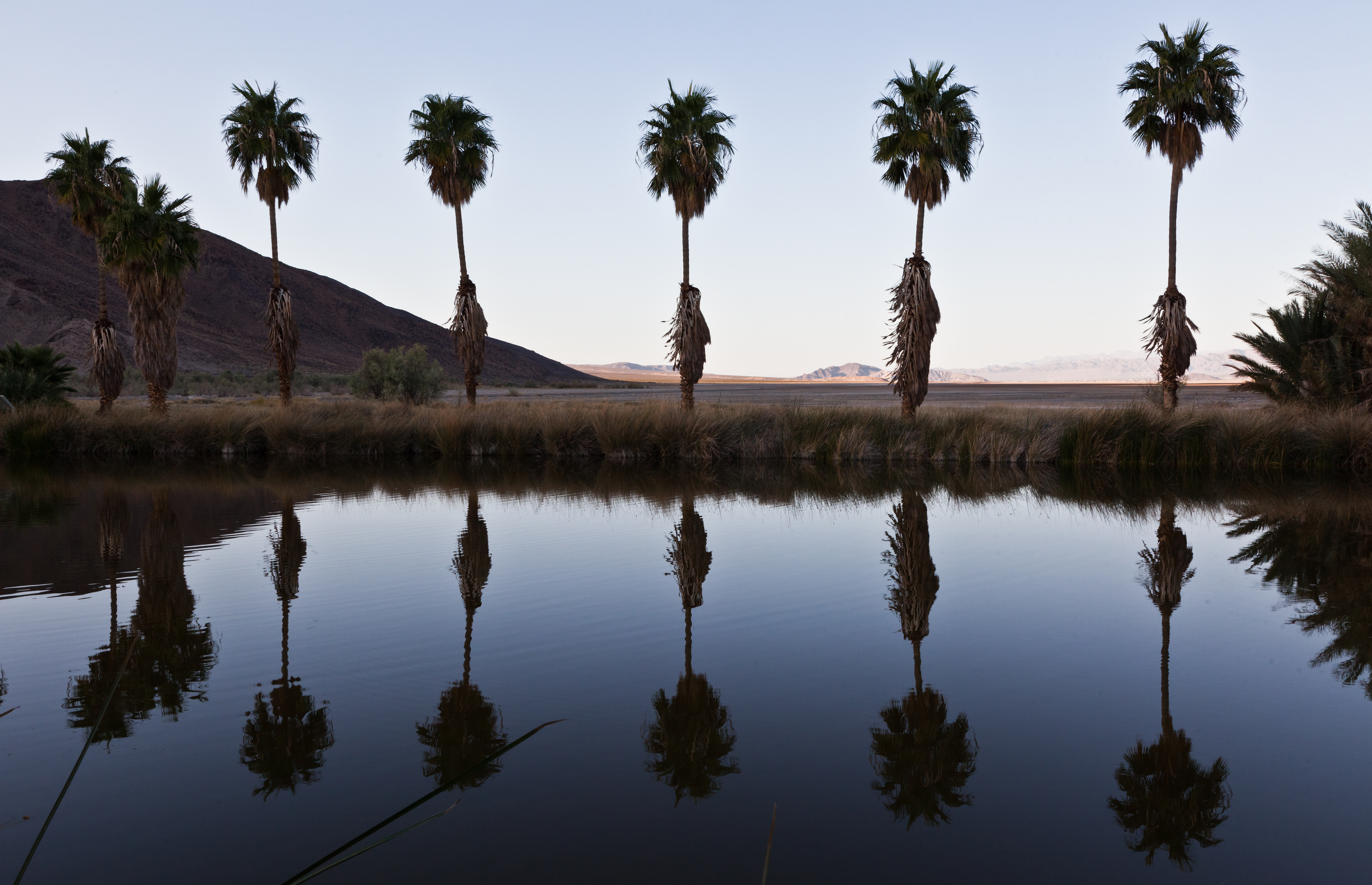
Lac Tuendae, un étang artificiel au Zzyzx Desert Studies Center dans le désert de Mojave

La végétalisation du désert dépend substantiellement de la disponibilité de l'eau. L'eau peut être rendue disponible par économie, réutilisation, collecte des eaux pluviales, dessalement, ou utilisation directe de l'eau de mer pour les plantes aimant le sel. La réutilisation de l'eau traitée et la fermeture des cycles est la plus efficace car les cycles fermés représentent une fourniture illimitée et durable – la gestion des eaux pluviales est une solution décentralisée et applicable aux zones intérieures – le dessalement est très sûr tant que l'énergie primaire pour le fonctionnement de l'usine de dessalement est disponible. Dans le Projet de la forêt du Sahara, le dessalement est effectué par distillation solaire pour la génération d'eau douce. Une autre technique utilisée est l'ensemencement des nuages qui aide à produire des précipitations dans les zones au climat plus sec. Avec les nouvelles techniques et la dernière technologie utilisée pour produire des précipitations dans les zones au climat plus sec, il y a souvent des inondations en raison de l'insuffisance des infrastructures urbaines dans ces zones pour des précipitations qui dépassent les niveaux conventionnels. La déshumidification est une technique qui utilise la « génération d'eau atmosphérique » ou air à eau, utilisée par les militaires pour la génération d'eau potable. Cependant, cette technologie utilise 200 fois plus d'énergie que le dessalement, la rendant inadaptée pour la végétalisation du désert à grande échelle.

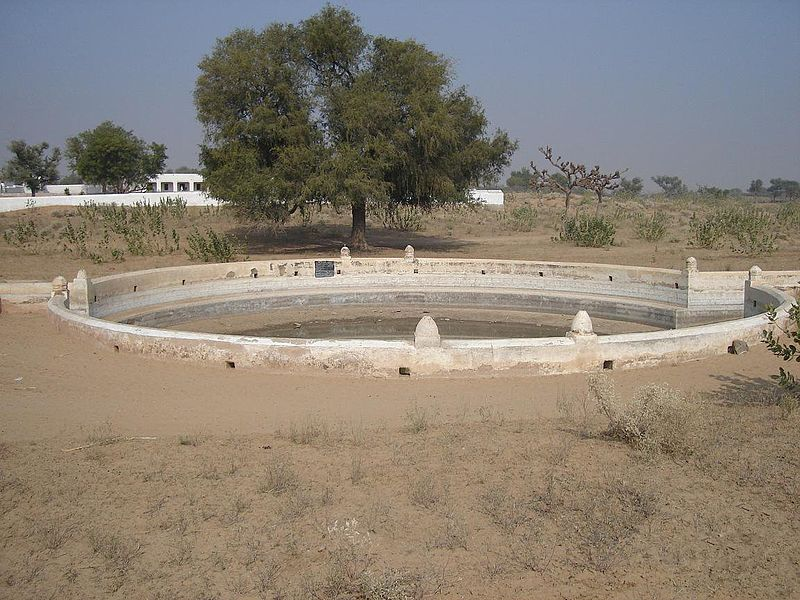
Récolte des eaux pluviales

Collecter l'eau de pluie et la stocker dans des étangs, réservoirs ou citernes souterraines est l'un des moyens les plus simples d'améliorer le contenu en humidité du sol, aidant à augmenter la couverture verte et la production agricole dans les zones arides. C'est une méthode efficace pour augmenter la disponibilité de l'eau dans les régions arides et peut contribuer à la végétalisation du désert de plusieurs manières telles qu'augmenter l'humidité du sol, les agriculteurs ont une source d'eau fiable pour leurs cultures, même pendant les périodes de faibles précipitations. De plus, elle joue un rôle important dans la recharge des eaux souterraines, car dans de nombreuses zones arides, les eaux souterraines sont facilement épuisées, ce qui pourrait aggraver encore l'aridité. Cela peut aider à combattre la désertification, à réduire l'érosion des sols, et à promouvoir la biodiversité. En outre, cela aide à atténuer la pénurie d'eau dans les zones avec un accès limité à des sources d'eau fiables, la récolte des eaux pluviales peut servir de solution pratique et durable. Elle réduit la pression sur les ressources en eau rares, telles que les rivières ou les puits à eau, et fournit un système d'approvisionnement en eau décentralisé. Globalement, la récolte des eaux pluviales contribue à la végétalisation du désert en augmentant l'humidité du sol, en favorisant la croissance de la végétation et en conservant les ressources en eau. C'est une technique rentable et respectueuse de l'environnement qui peut être mise en œuvre à différentes échelles, des ménages individuels aux systèmes agricoles à grande échelle, pour rendre les zones désertiques plus productives et durables.

### Distribution de l'eau
L'eau douce ou l'eau de mer contenue dans des systèmes centralisés peut être distribuée par des canaux ou dans certains cas des aqueducs (les deux options provoquent l'évaporation de l'eau due à l'exposition environnementale), des rigoles (comme utilisées dans le Projet Keita), des tuyaux en terre cuite (semi-ouverts ou fermés) ou même des systèmes souterrains comme les qanāt. Le mode de distribution de l'eau influence sa distribution aux plantes, qui comprend l'irrigation goutte à goutte (utilisée uniquement dans les tuyaux) une solution coûteuse, les wadis (étangs en forme de V creusés dans la terre) ou simplement en plantant les arbres dans des trous à l'intérieur/au-dessus du tuyau d'eau lui-même permettant aux racines d'accéder directement à l'eau du tuyau (utilisé dans les qanāt, hydroponie, etc.). L'eau peut également être distribuée par des tuyaux semi-ouverts comme on le voit dans les rigoles creusées dans le Projet Keita.

### Coût environnemental
L'utilisation de l'eau pour la végétalisation du désert dans les régions arides n'est cependant pas sans inconvénients. La végétalisation du désert par le schéma d'irrigation de l'Autorité de la vallée du Helmand et de l'Arghandab en Afghanistan a considérablement réduit l'eau s'écoulant de la rivière Helmand dans le Lac Hamoun et cela, avec la sécheresse, a été cité comme une raison clé des graves dommages à l'écologie du Lac Hamoun, dont une grande partie s'est dégradée depuis 1999 d'une zone humide d'importance internationale en plaine salée. De même, en Chine du nord-ouest, les pratiques de végétalisation du désert alimentées par des avantages économiques et environnementaux ont entraîné l'épuisement des sources d'eau souterraine qui ont affecté l'intégrité du sol.

## Exemples

### Asie
L'histoire de la végétalisation moderne du désert en Asie se concentre sur des initiatives visant à réduire la désertification et à promouvoir des pratiques durables de gestion des terres. Cependant, les défis auxquels sont confrontés les pays du continent asiatique sont variés, et les solutions ont été adaptées pour répondre à des besoins spécifiques. L'un des premiers et des plus notables exemples de végétalisation du désert en Asie s'est produit en Chine dans les années 1970, le programme « Grande muraille verte », visant à planter des arbres le long de la frontière du désert de Gobi pour arrêter son expansion. Le programme impliquait la plantation de plus de 100 milliards d'arbres sur mille miles de désert en une décennie. L'initiative a réussi à réduire les tempêtes de sable et à augmenter les précipitations dans la région, et le programme a depuis été étendu à d'autres parties de la Chine. Au Moyen-Orient, les initiatives de végétalisation du désert d'Israël ont été axées sur le désert du Néguev. Les initiatives comprennent la création de centres de recherche et de développement pour l'agriculture désertique, l'introduction de techniques d'irrigation goutte à goutte et l'utilisation d'eaux usées traitées pour l'irrigation. Dans le sous-continent indien, les initiatives de végétalisation du désert de l'Inde et du Pakistan se sont concentrées sur la reforestation et la conservation des sols. Ces initiatives impliquent la plantation d'arbres, d'arbustes et d'herbes pour maintenir le sol en place, prévenir l'érosion et améliorer la rétention d'eau. Dans l'ensemble, l'histoire de la végétalisation moderne du désert en Asie reflète la nécessité de répondre aux défis environnementaux tels que la désertification et de promouvoir des pratiques durables de gestion des terres. Ces initiatives ont souvent réussi à relever ces défis et à améliorer les conditions de vie des populations des régions arides.

#### Chine

Programme de la Grande Muraille Verte de la Chine

Le Programme de la forêt abri des Trois-Nord, également surnommé la « Grande Muraille Verte », est une série de forêts brise-vent en Chine conçues pour retenir l'expansion du Désert de Gobi, et réduire l'incidence des tempêtes de poussières qui ont longtemps posé problème au nord de la Chine, ainsi que fournir du bois à la population locale. Le programme a commencé en 1978 avec le résultat final proposé d'augmenter la zone forestière du nord de la Chine de 5 à 15 pour cent, et est prévu pour être achevé vers 2050, à ce moment-là, il aura une longueur de 4 500 km. En 2008, les tempêtes hivernales ont détruit 10 % des nouvelles plantations, amenant la Banque mondiale à conseiller à la Chine de se concentrer davantage sur la qualité plutôt que sur la quantité dans ses espèces de stocks.
En 2009, la forêt plantée de la Chine couvrait plus de 500 000 km2, augmentant la couverture arborée de 12 % à 18 %. C'est la plus grande forêt artificielle au monde. Selon Foreign Affairs, le programme a réussi à transformer le modèle économique dans la région du désert de Gobi de l'agriculture industrielle et du pastoralisme écologiquement nuisibles en écotourisme, fruticulture et foresterie bénéfiques. En 2018, la National Oceanic and Atmospheric Administration des États-Unis a constaté que l'augmentation de la couverture forestière observée par les satellites est conforme aux données du gouvernement chinois. Selon Shixiong Cao, un écologue de l'Université forestière de Pékin, le gouvernement chinois a reconnu les problèmes de pénurie d'eau dans les régions arides et a changé d'approche vers une végétation nécessitant moins d'eau. Zhang Jianlong, chef de l'Département forestier, a déclaré aux médias que l'objectif était de maintenir la santé de la végétation et de choisir des espèces de plantes et des techniques d'irrigation appropriées.
Selon un reportage de BBC News en 2020, les programmes de plantation d'arbres de la Chine ont entraîné une fixation significative du carbone et ont contribué à atténuer le changement climatique, et l'avantage a été sous-estimé par les recherches précédentes. Le programme a également inversé la désertification du désert de Gobi, qui s'est agrandi de 10 000 km2 par an dans les années 1980, mais qui avait rétréci de plus de 2 000 km2 en 2022.

#### Inde
Le sol du désert du Thar en Inde reste sec pendant une grande partie de l'année et est sujet à l'érosion du sol. Des vents à grande vitesse emportent le sol du désert, le déposant sur les terres fertiles voisines, et provoquent des dunes de sable mouvantes dans le désert qui enterrent les clôtures et bloquent les routes et les voies ferrées. Une solution permanente aux dunes de sable mouvantes peut être fournie en plantant des espèces appropriées sur les dunes pour empêcher leur mouvement ultérieur et en plantant des brise-vent et des abris anti-vent. Ces solutions offrent également une protection contre les vents chauds ou froids et desséchants et l'invasion du sable. Le système de canaux du Rajasthan en Inde est le principal schéma d'irrigation du Désert du Thar et vise à le récupérer.
Il y a peu d'espèces d'arbres locales adaptées à la plantation dans la région désertique et elles sont à croissance lente. L'introduction d'espèces d'arbres exotiques dans le désert est devenue une nécessité, de nombreuses espèces de Eucalyptus, Acacia, Cassia et d'autres genres d'Israël, d'Australie, des États-Unis, de Russie, du Zimbabwe, du Chili, du Pérou et du Soudan ont été essayées dans le désert du Thar. Vachellia tortilis s'est avérée être l'espèce la plus prometteuse pour la végétalisation du désert dans cette région. La prévention des dunes de sable mouvantes peut être accomplie en plantant des arbres comme le Vachellia tortilis près de la ville de Laxmangarh. Une autre espèce prometteuse est le jojoba, qui est également économiquement précieux.

### Afrique
La végétalisation moderne du désert en Afrique est un phénomène relativement récent et a été principalement initiée dans les années 1950 et 1960. L'initiative a été largement motivée par le désir de lutter contre la désertification, le processus par lequel les terres fertiles deviennent stériles et inadaptées à l'agriculture, à travers le continent. L'un des premiers et des plus notables exemples de végétalisation du désert en Afrique s'est produit en Algérie. Dans les années 1950, le gouvernement algérien a lancé un programme ambitieux visant à transformer plus de 20 000 kilomètres carrés de terres arides en terres agricoles productivesCe projet impliquait la construction de barrages, de puits et de réseaux d'irrigation, ainsi que l'introduction de techniques agricoles modernes et de variétés de semences. Le programme faisait partie d'un effort plus large pour lutter contre l'insécurité alimentaire et améliorer les moyens de subsistance dans les zones rurales. Dans les décennies suivantes, des projets similaires ont été entrepris dans d'autres pays, comme le Mali, le Niger et le Sénégal. Ces initiatives se sont concentrées sur la promotion de l'agriculture durable et des pratiques de gestion des terres, ainsi que sur la reforestation et la protection des écosystèmes naturels. Parmi les stratégies clés employées figuraient l'utilisation de cultures résistantes à la sécheresse, l'introduction de techniques d'agroforesterie et la mise en place de systèmes de gestion communautaires. Ces dernières années, les efforts de végétalisation du désert ont également été stimulés par le développement de technologies d'énergies renouvelables, telles que le solaire et l'énergie éolienne. Ces technologies fournissent une source d'énergie durable pour les régions désertiques, qui peut être utilisée pour alimenter des systèmes d'irrigation et d'autres équipements agricoles. Les projets de végétalisation qui intègrent des solutions d'énergie renouvelable sont souvent plus efficaces et plus rentables à long terme.
Dans l'ensemble, la végétalisation moderne du désert en Afrique a réalisé des progrès significatifs dans la réduction de l'impact de la désertification et l'amélioration de la durabilité de l'agriculture et de la gestion des ressources naturelles dans les zones arides. Cependant, de nombreux défis demeurent, tels que le manque de financement, l'instabilité politique et le changement climatique. En tant que tel, la recherche et le développement continus de stratégies innovantes, y compris l'intégration de nouvelles technologies, seront essentiels pour un succès continu dans ce domaine.
La « Grande Muraille Verte du Sahara et du Sahel » est un projet adopté par l'Union africaine en 2007, initialement conçu comme un moyen de lutter contre la désertification dans la région du Sahel et de retenir l'expansion du Sahara en plantant une muraille d'arbres s'étendant à travers tout le Sahel de Djibouti à Dakar. Les dimensions originales de la « muraille » devaient être de 15 km de large et 7 775 km de long, mais le programme s'est étendu pour englober des nations à la fois en Nord et en Afrique de l'Ouest. La muraille verte moderne a depuis évolué en un programme promouvant les techniques de récolte de l'eau, la protection de la verdure et l'amélioration des techniques d'utilisation des terres indigènes, visant à créer une mosaïque de paysages verts et productifs à travers l'Afrique du Nord. L'objectif en cours du projet est de restaurer 100 millions d'hectares de terres dégradées et de séquestrer 250 millions de tonnes de dioxyde de carbone, et de créer 10 millions d'emplois dans le processus, le tout d'ici 2030.
En mars 2019, 15 pour cent de la muraille était achevée avec des gains significatifs réalisés au Nigeria, au Sénégal et en Éthiopie. Au Sénégal, plus de 11 millions d'arbres avaient été plantés. Le Nigeria a restauré 4 900 000 ha de terres dégradées, et l'Éthiopie a récupéré 15 000 000 ha. Un rapport commandé par la Convention des Nations unies sur la lutte contre la désertification (UNCCD) a été publié le 7 septembre 2020, indiquant que la Grande Muraille Verte n'avait couvert que 4 % de la zone prévue, avec seulement 4 000 000 ha plantés. L'Éthiopie a eu le plus de succès avec 5,5 milliards de semis plantés, mais le Tchad n'en a planté que 1,1 million. Des doutes ont également été soulevés quant au taux de survie des 12 millions d'arbres plantés au Sénégal.
En janvier 2021, le projet a reçu un coup de pouce lors du Sommet One Planet, où ses partenaires se sont engagés à hauteur de 14,3 milliards d'USD pour lancer l'Accélérateur de la Grande Muraille Verte, visant à faciliter la collaboration et la coordination entre les donateurs et les parties prenantes impliquées dans 11 pays. En septembre 2021, l'Agence française de développement a estimé que 20 millions d'hectares ont été restaurés et 350 000 emplois ont été créés. Selon la seconde édition de Global Land Outlook publiée par l'UNCCD en avril 2022, l'une des raisons pour lesquelles le projet a rencontré des défis de mise en œuvre est le risque politique associé aux investissements dans des nations plus fragiles, ainsi que le fait que de nombreux projets « GGW génèrent de faibles rendements économiques par rapport aux avantages environnementaux et sociaux importants accumulés qui ont souvent peu ou pas de valeur marchande ». De plus, les donateurs internationaux semblent favoriser l'investissement dans des nations plus stables, choisissant et finançant les projets qu'ils souhaitent, et laissant derrière eux des nations avec des gouvernements moins stables.

### Australie
L'Australie est le continent habité le plus sec du monde, avec une part significative couverte de déserts arides ou semi-arides[réf. nécessaire]. Ces dernières années, divers efforts et initiatives ont été concentrés sur la végétalisation du désert en Australie. Un exemple notable est le projet de la « Grande Muraille Verte », inspiré par des initiatives similaires en Afrique, qui vise à créer une barrière de végétation composée de plantes natives locales à travers la côte est de l'Australie pour prévenir la désertification et l'érosion.[réf. nécessaire] Une autre approche de la végétalisation du désert en Australie implique l'utilisation de techniques de ferme régénérative et de gestion des terres. Ces techniques visent à restaurer les sols dégradés et à améliorer la rétention d'eau, ce qui peut soutenir la croissance de la végétation et augmenter la biodiversité[réf. nécessaire]. De plus, il existe des projets de recherche et de développement en cours qui explorent des techniques innovantes pour faciliter la végétalisation du désert, telles que des usines de dessalement alimentées par l'énergie solaire, des variétés de cultures résistantes à la sécheresse et l'utilisation d'espèces de plantes indigènes qui peuvent prospérer dans des environnements arides.[réf. nécessaire] Il est important de noter que le succès des initiatives de végétalisation du désert dépend de divers facteurs, notamment des conditions climatiques locales, de l'accès aux ressources en eau, des espèces de plantes adaptées et des pratiques de gestion des terres durables.
Sundrop Farms a lancé une serre en 2016 pour produire 15 000 tonnes de tomates en utilisant uniquement le sol du désert et de l'eau dessalée pompée depuis le Golfe Spencer.